# 청도 동국사 신중도
청도 동국사 신중도(淸道 東國寺 神衆圖)는 대한민국 경상북도 청도군 각남면 동국사에 있는 신중도이다. 2018년 12월 20일 경상북도의 유형문화재 제527호로 지정되었다.

## 지정 사유
이 불화는 세로 132㎝, 가로 113.5㎝ 크기로 비단 2폭을 연결한 바탕에 채색한 불화이다. 화면에는 두광을 갖춘 제석천과 화염광에 봉(鳳)의 깃을 단 투구를 쓴 위태천을 상부에 크게 묘사하고, 주변에 공양천녀와 호법신중 등 총 14위를 한 화면에 배치하였다. 화면 하단의 화기(畵記)란을 통해 1798년에 수화승 신겸(愼謙)을 비롯한 총 6명이 관여하여 제작한 불화임을 알 수 있다. 18세기 후반에서 19세기 전반 활약한 신겸의 활동 시기 중 전반기에 해당하는 작품으로 갸름하고 볼이 튀어나온 얼굴 묘사, 적색이 주조색인 색감, 역동적인 무장신의 표현과 착의(着衣) 방식 등 신겸의 독창적인 표현이 돋보인다.
사불산화파인 신겸의 독창적인 표현이 잘 반영된 수작으로서, 신겸의 불화 가운데 이른 시기의 도상이라는 점에서 학술적 가치가 크므로 유형문화재로 지정한다.

## 참고 문헌
- 청도 동국사 신중도 - 국가유산청 국가유산포털